# Даржково
Даржково (пол. Darżkowo, нім. Darsekow) — село в Польщі, у гміні Колчиґлови Битівського повіту Поморського воєводства.
Населення — 94 особи (2011).
У 1975-1998 роках село належало до Слупського воєводства.

## Демографія
Демографічна структура станом на 31 березня 2011 року:
|          | Загалом | Допрацездатний вік | Працездатний вік | Постпрацездатний вік |
| -------- | ------- | ------------------ | ---------------- | -------------------- |
| Чоловіки | 49      | 8                  | 36               | 5                    |
| Жінки    | 45      | 12                 | 21               | 12                   |
| Разом    | 94      | 20                 | 57               | 17                   |